# Qingyun (socken i Kina, Sichuan, lat 32,60, long 103,61)
Qingyun (kinesiska: 青云乡, 青云) är en socken i Kina. Den ligger i provinsen Sichuan, i den sydvästra delen av landet, omkring 220 kilometer norr om provinshuvudstaden Chengdu.
Genomsnittlig årsnederbörd är 1 102 millimeter. Den regnigaste månaden är maj, med i genomsnitt 203 mm nederbörd, och den torraste är december, med 4 mm nederbörd.